# Georg C. Horsetzky
Georg C. Horsetzky (Pseudonym in Frankreich Charles-Georges Horset; * 6. Dezember 1881 als Karl Georg Horžetzky in Wien; † 25. Juli 1954 in Lausanne) war ein österreichischer Produktionsleiter beim deutschen und französischen Film.

## Leben und Wirken
Der Sohn des Redakteurs Gustav Horžetzky und seiner Frau Adele, geb. Boskovitz, besuchte zunächst Untergymnasium und Handelsakademie und diente anschließend ein Jahr lang als Freiwilliger beim Militär. Ab 1906 lebte er einige Jahre in New York und heiratete dort die Sprachlehrerin Susanne Levin. Noch vor Ausbruch des Ersten Weltkriegs kehrte Horsetzky mit seiner Frau nach Wien zurück. Die Kriegsjahre verbrachte er zu Feld, zuletzt als Platzkommandant in Udine. Nach seiner Heimkehr ließ er sich Ende 1918 mit seiner Frau und dem 1914 geborenen gemeinsamen Sohn evangelisch taufen, konvertierte aber bereits 1920 wieder zum jüdischen Glauben.
1924 wurde Horsetzky in Berlin Geschäftsführer bei der Europa-Projektograf GmbH an der Seite von Gernot Bock-Stieber. Im Juni 1927 war er als Aktionär Mitgründer der Nero-Film AG und schloss sich dem Team des Produzenten Seymour Nebenzahl an. Als Produktionsleiter war er im Jahr darauf an G. W. Pabsts viel beachteter Literaturverfilmung Die Büchse der Pandora beteiligt. Zu Beginn der 1930er Jahre arbeitete Horsetzky auch für andere Produktionsfirmen, unter anderem für die Hermann Millakowskys. Infolge der Machtübernahme durch die Nationalsozialisten konnte Horsetzky nur noch die französische Fassung des deutschen Films Der Zarewitsch herstellen, dann musste er wegen seiner jüdischen Wurzeln aus Deutschland fliehen.
Zunächst kehrte der gebürtige Wiener nach Österreich heim und leitete in seiner Heimatstadt einige kleine Produktionsfirmen. 1937 fand sich Horsetzky in Paris ein und arbeitete dort erneut mit den gleichfalls eingetroffenen Berliner Kollegen Nebenzahl und Millakowsky zusammen. Mehrere französische Filmprojekte Horsetzkys scheiterten jedoch an der Finanzierung, und erst 1938 bzw. 1939 konnte er unter dem Pseudonym Charles-Georges Horset erneut als Produktionsleiter arbeiten. Es handelte sich dabei um zwei Inszenierungen der Emigranten Robert Wiene (dessen letzter Film Ultimatum) und erneut Pabst (dessen letzter französischer Film Jeunes filles en détresse). Mit Beginn des Zweiten Weltkriegs fand Horsetzky keine Arbeitsmöglichkeit mehr. Nach Kriegsende blieb er mit seiner Familie weiterhin in Paris und erhielt 1948 die französische Staatsbürgerschaft. Er starb 1954 während eines Aufenthalts in der Schweiz im Hôpital cantonal von Lausanne.
Nach der Scheidung von seiner ersten Gattin heiratete Horsetzky 1926 Lotte Gumpel, geb. Mecklenburg, doch wurde die Ehe 1928 für ungültig erklärt. Von 1940 bis zu seinem Tod war er mit der gebürtigen Dänin Ilse Brinck verheiratet. Aus dieser Ehe ging 1945 sein zweiter Sohn hervor.

## Filmografie (Auswahl)
- 1926: Der Feldherrnhügel
- 1927: Die Gefangene von Shanghai
- 1928: Liebeskarneval
- 1928: Das letzte Fort
- 1928: Die Büchse der Pandora
- 1929: Tagebuch einer Kokotte
- 1929: Meineid
- 1929: Trust der Diebe
- 1929: Unschuld (Die kleine Veronika)
- 1930: Gaukler (Les saltimbanques)
- 1930: Ariane
- 1930: Westfront 1918
- 1931: M
- 1931: Wiener Liebschaften
- 1931: Opernredoute
- 1931: Eine Nacht im Grandhotel
- 1931: Die Dreigroschenoper
- 1932: Ein bißchen Liebe für dich
- 1932: Skandal in der Parkstraße
- 1933: Das Testament des Dr. Mabuse
- 1933: Son altesse impériale (Der Zarewitsch)
- 1935: Die ganze Welt dreht sich um Liebe
- 1938: Ultimatum
- 1939: Jeunes filles en détresse